# حیطه آتش (فیلم ۲۰۰۵)
حیطه آتش (به هندی: Zameer: The Fire Within) فیلمی محصول سال ۲۰۰۵ و به کارگردانی کمال است. در این فیلم بازیگرانی همچون اجی دیوگن، آمیشا پاتل، ماهیما چودری، شاکتی کاپور، کولبوشان کارباندا، آلوک نات ایفای نقش کرده‌اند.